# Wojeikow-Schelfeis
Koordinaten: 66° 20′ S, 124° 38′ O
Das Wojeikow-Schelfeis (russisch Шельфовый Ледник Воейкова Schelfowy Lednik Wojeikowa) ist ein Schelfeis vor der Banzare-Küste des ostantarktischen Wilkeslands. Es liegt zwischen der Paulding Bay und dem Kap Goodenough.
Teilnehmer einer sowjetischen Antarktisexpedition kartierten es 1958 und benannten es nach dem russischen Klimaforscher Alexander Iwanowitsch Wojeikow (1842–1916).